# 兼本貴司
兼本 貴司（かねもと たかし、1970年12月12日生 - ）は、広島県因島（現・尾道市）重井町出身のプロゴルファー。178センチ、70キロ。

## 経歴
広島県立因島北高校（現・広島県立因島高等学校）2年16歳から、地元の練習場でアルバイトをしながらゴルフを習い卒業後、父親を説得して研修生となる。1993年、2度目の受験でプロテスト合格。デビュー戦は1994年7月のヨネックスオープン広島（予選落ち）。1999年に初シード権を獲得。2006年のシード落ちでレッスンプロ転向を考えるが中嶋常幸に師事し翌2007年復調し再びシード権を獲た。2009年5月、国内男子ツアー「三菱ダイヤモンドカップゴルフ」で、当時は通算8勝を挙げていた実力者ブレンダン・ジョーンズをPOの末に下して苦節17年目にして悲願のツアー初優勝を果たした。生涯獲得賞金が2億2484万3192円、同ランクは107位と、この試合前までは未勝利選手としては宮里優作に次いで2番目に獲得賞金が多かった。
広島生まれの「カネモト」とあって阪神タイガースの金本知憲とダブらせ「ゴルフ界の"アニキ"」と呼ばれる。また、2010年にはThe Championship by LEXUSで2勝目を挙げている。